# Tricentra ocrisia
Tricentra ocrisia là một loài bướm đêm trong họ Geometridae.